# Bad Liebenwerda
Bad Liebenwerda è una città di 9 253 abitanti del Brandeburgo, in Germania.

Appartiene al circondario dell'Elba-Elster.

## Geografia fisica
Bad Liebenwerda dista 60 km da Dresda e circa 40 da Cottbus. Sorge sulle rive dell'Elba; nel territorio comunale scorre anche l'affluente Elster Nera.

## Storia
Fino al 1993, Bad Liebenwerda è stata capoluogo del circondario omonimo (targa LIB), poi confluito assieme ai circondari di Finsterwalde e Herzberg (Elster) nell'Elbe-Elster.
Il 20 settembre 1993 vennero annessi alla città di Bad Liebenwerda i comuni di Kröbeln, Maasdorf, Neuburxdorf, Prieschka, Thalberg, Theisa e Zobersdorf.

## Società

### Evoluzione demografica
Bad Liebenwerda è, per numero di abitanti, la terza città dell'Elbe-Elster, dopo Finsterwalde e il capoluogo Herzberg (Elster).
- Sviluppo della popolazione dal 1875 entro gli attuali confini (Linea Blu: Popolazione; Linea puntata: Confronto dello sviluppo della popolazione dello stato del Brandenburgo; Sfondo grigio: Ai tempi del governo nazista; Sfondo rosso: Al tempo del governo comunista)
- Sviluppo recente della popolazione (Linea blu) e previsioni

| Anno | Abitanti |
| ---- | -------- |
| 1875 | 7 715    |
| 1890 | 8 058    |
| 1910 | 9 075    |
| 1925 | 9 943    |
| 1933 | 10 257   |
| 1939 | 11 012   |
| 1946 | 14 574   |
| 1950 | 14 459   |
| 1964 | 13 316   |
| 1971 | 13 548   |
| 1981 | 12 690   |

| Anno | Abitanti |
| ---- | -------- |
| 1985 | 12 445   |
| 1989 | 12 123   |
| 1990 | 11 937   |
| 1991 | 11 703   |
| 1992 | 11 677   |
| 1993 | 11 733   |
| 1994 | 11 638   |
| 1995 | 11 649   |
| 1996 | 11 574   |
| 1997 | 11 590   |

| Anno | Abitanti |
| ---- | -------- |
| 1998 | 11 593   |
| 1999 | 11 483   |
| 2000 | 11 326   |
| 2001 | 11 231   |
| 2002 | 11 068   |
| 2003 | 10 981   |
| 2004 | 10 866   |
| 2005 | 10 720   |
| 2006 | 10 573   |
| 2007 | 10 391   |

| Anno | Abitanti |
| ---- | -------- |
| 2008 | 10 236   |
| 2009 | 10 038   |
| 2010 | 9 973    |
| 2011 | 9 772    |
| 2012 | 9 634    |
| 2013 | 9 486    |
| 2014 | 9 411    |
| 2015 | 9 305    |
| 2016 | 9 283    |
| 2017 | 9 282    |

| Anno | Abitanti |
| ---- | -------- |
| 2018 | 9 188    |
| 2019 | 9 140    |

Fonti dei dati sono nel dettaglio nelle Wikimedia Commons..

## Geografia antropica

### Suddivisioni amministrative
Bad Liebenwerda è divisa in 16 zone, corrispondenti all'area urbana e a 15 frazioni (Ortsteil):
- Bad Liebenwerda (area urbana)
- Burxdorf
- Dobra
- Kosilenzien
- Kröbeln
- Langenrieth
- Lausitz
- Maasdorf
- Möglenz
- Neuburxdorf
- Oschätzchen
- Prieschka
- Thalberg
- Theisa
- Zeischa
- Zobersdorf

## Amministrazione

### Gemellaggi
Bad Liebenwerda è gemellata con:
- Lübbecke, dal 1990
- Nowe Miasteczko, dal 1994